# Latakia
För andra betydelser, se Latakia (olika betydelser).
Latakia (arabiska: اللاذقية, al-Lādhiqiya; grekiska: Λαοδικεία, Laodikeia; turkiska: Lazkiye; latin: Laodicea ad Mare; franska: Lattaquié) är en hamnstad och den största staden vid Syriens medelhavskust. Staden är huvudort för provinsen Latakia och hade nästan 400 000 invånare vid folkräkningen 2004. Viktiga näringar är export (däribland av bitumen, asfalt, spannmål, bomull, frukt, ägg, vegetabilisk olja, lergods och tobak), industri (däribland egrenering av bomull, framställning av vegetabilisk olja, garvning och svampfiske) och turism (många turister dras till Latakia för stadens kristallklara turkosa vatten vid stränder med vit sand). Latakia var den Alawitiska statens huvudstad. 

## Historia
Latakia (Laodikeia eller Laodicea) grundades av Seleukos I omkring 300 f.Kr. på platsen för den forna feniciska staden Ramitha. Han namngav den efter sin mor Laodike. Staden utvecklades under det romerska styret till en blomstrande handelshamn. Julius Caesar gav staden stora priviliegier och även om den for illa under den belägring som Dolabellas genomförde 43 f.Kr. beskriver Strabon staden som en blomstrande handelshamn som exporterade mycket vin till Alexandria.
Laodicea förstördes av Pescennius Niger men återuppbyggdes av Septimius Severus omkring år 200 e.Kr. Staden var säte för en kristen biskop. Den blev senare del av det bysantinska riket innan den år 638 erövrades av araberna. År 1102 intogs staden av korsfararna, och återtogs av Saladin år 1188. Från 1500-talet fram till första världskriget tillhörde staden Osmanska riket. Efter kriget blev den huvudstad i en tillfällig alawitisk stat under franskt mandat. Den blev en del av Syrien 1936.
Staden har tidigare drabbats av ett antal jordskalv, såsom 1170, 1287 och 1822 då den vid dessa tillfällen tog stor skada.